# Beatrice Roberts
Pour les articles homonymes, voir Roberts.
 Beatrice Roberts (1905–1970) est une actrice américaine.

## Biographie
Née le 7 mars 1905 à Manhattan, elle joue dans plusieurs films dans les années 1930 et 1940. Elle a été mariée avec Robert Ripley entre 1919 et 1926.
Elle meurt le 24 juillet 1970 à Plymouth dans le Massachusetts.

## Filmographie partielle
- 1935 : La Malle de Singapour de Tay Garnett (non créditée)
- 1937 : Outlaws of the Orient d'Ernest B. Schoedsack
- 1937 : Park Avenue Logger de David Howard : Peggy O'Shea
- 1937 : Love Takes Flight
- 1937 : Bill Cracks Down (en) de William Nigh
- 1938 : Flash Gordon's Trip to Mars
- 1938 : The Devil's Party : Helen McCoy
- 1938 : Flash Gordon: Deadly Ray from Mars
- 1940 : Pioneers of the West (en) : Anna Bailey
- 1943 : It Comes Up Love
- 1948 : Monsieur Peabody et la Sirène (Mr. Peabody and the Mermaid) d'Irving Pichel
- 1949 : Criss-Cross
- 1949 : Ma femme et ses enfants (Family Honeymoon)

## Galerie

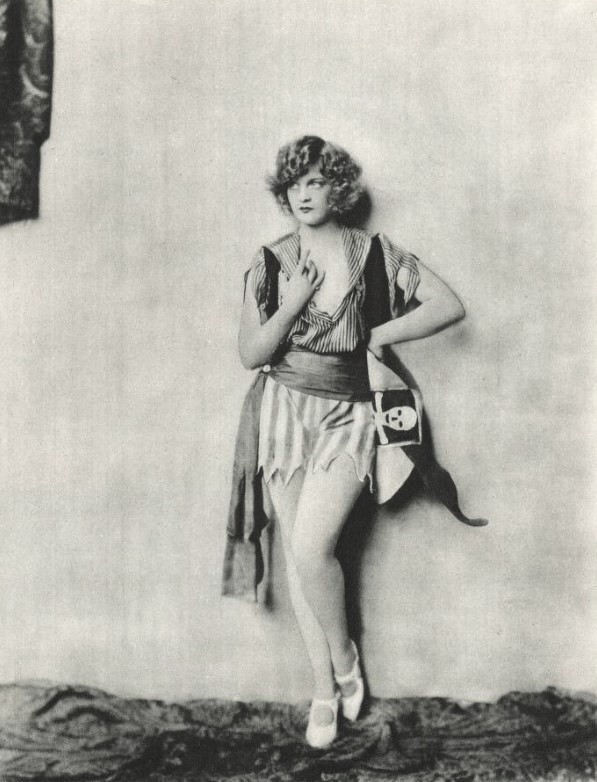
Beatrice Roberts en 1926
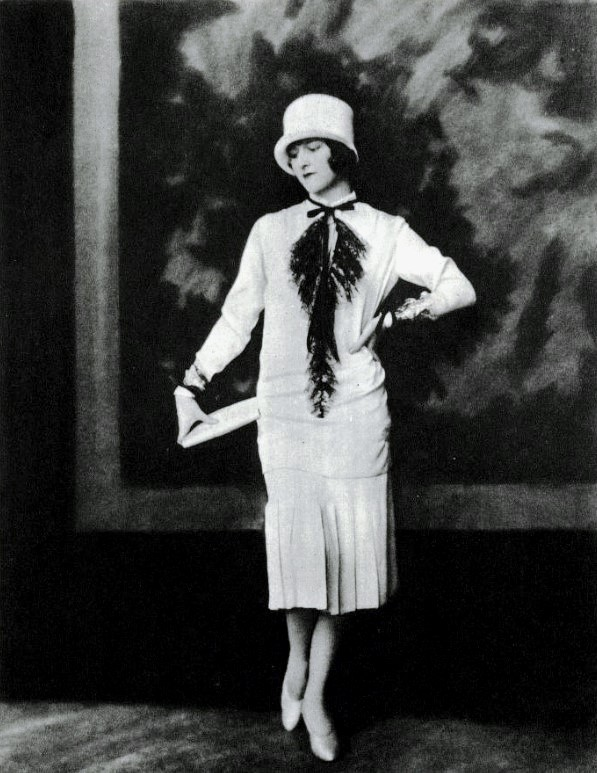
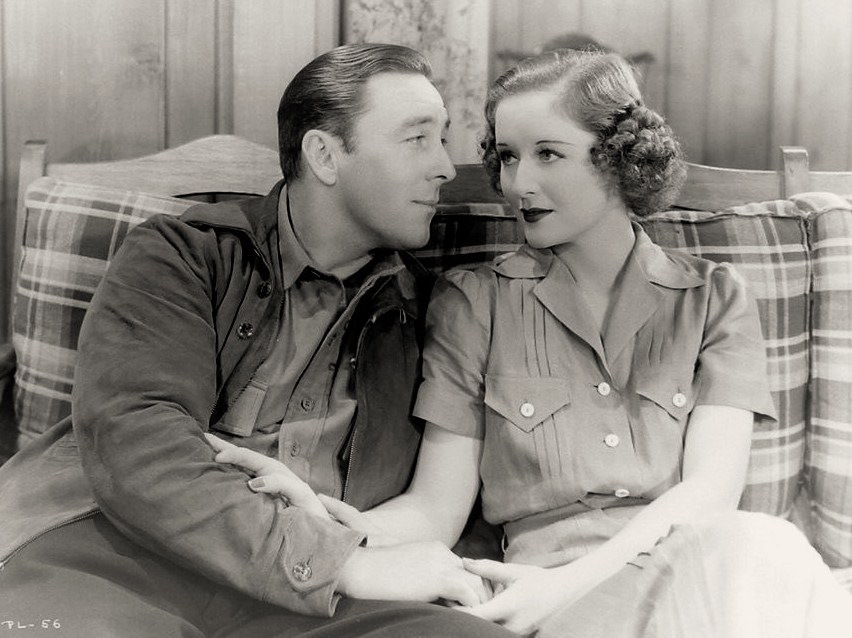
Beatrice Roberts dans Park Avenue Logger (1937)